# ميركيا إرميسكو
ميركيا إرميسكو (بالرومانية: Mircea Irimescu)‏ ، من مواليد 13 مايو 1959 ، لاعب كرة قدم روماني سابق.
لعب مع منتخب رومانيا لكرة القدم.

## روابط خارجية
- ميركيا إرميسكو على موقع الاتحاد الدولي (مؤرشف)  (الإنجليزية)
- ميركيا إرميسكو على موقع قاعدة بيانات كرة القدم.إي يو (الإنجليزية)
- ميركيا إرميسكو على موقع ناشيونال فوتبول تيمز (الإنجليزية)
- ميركيا إرميسكو على موقع كووورة